# Ромоданова
Ромоданова — деревня в Куйтунском районе Иркутской области России. Входит в состав Большекашелакского муниципального образования.

## География
Находится примерно в 201 км к западу от районного центра.

## История
Основана в 1911 г. В 1926 году посёлок Ромодановский состоял из 67 хозяйств, основное население — белоруссы. В составе Больше-Кашелакского сельсовета Кимильтейского района Тулунского округа Сибирского края.

## Население
| 2002 | 2010 | 2011 | 2012 |
| ---- | ---- | ---- | ---- |
| 5    | ↘0   | →0   | →0   |

По данным Всероссийской переписи, в 2010 году в деревне не было постоянного населения. По неподтверждённым данным последний дом был сожжён ягодниками в 2013 году.